# Европейский маршрут E77
Европейский маршрут E77 — европейский автомобильный маршрут от Пскова (Россия) до Будапешта (Венгрия), общей длиной 1690 км. Трасса соединяет центральную часть континента с Балтийским морем.

## Маршрут
E77 проходит через следующие города:
- Россия
  - А212: Псков — граница с Эстонией
- Эстония
  - 7: Коорла — Миссо — Цирули
- Латвия
  - A2: Вецлайцене — Сигулда — Балтэзерс
  - A4: Балтэзерс — Саулкалне
  - A6: Саулкалне — Саласпилс
  - A5: Саласпилс — Стуниши
  - A8: Рига — Елгава — Элея
- Литва
  - A12: Калвай — Йонишкис — Шяуляй — Таураге — Панемуне
- Россия
  - А216: Советск — Гвардейск — Калининград
- маршрут проходит по морю
- Польша
  - 7: Гданьск — Эльблонг — Оструда — Варшава — Радом — Кельце — Краков — Чижне
- Словакия
  - 59: Трстена — Ружомберок — Банска-Бистрица
  - 66: Банска-Бистрица — Зволен — Шаги — Хомок
- Венгрия
  - : Хонт — Будапешт